# Telomian
A telomian egy kutyafajta.

## Eredete
Maláj fajta. Őshazájában mindenes kutya volt: jószágot őrzött. vadászkutyaként használták. A bennszülöttek ősi kutyája volt, de csak 1963-ban került az USA-ba, ahol – nyilván a jobb tartási körülmények hatására – sokat fejlődött. Napjainkban elsősorban az Egyesült Államokban tenyésztik, ahol hobbiállatnak tartják.

## Külleme
Közepes termetű, zömök, izmos kutya. Némiképp hasonlít a basenjire. Feje erőteljes, elhegyesedő, szeme sötétbarna, füle feláll. Törzse izmos, téglalap alakú. Lábai egyenesek, párhuzamosak. Farkát vízszintesen tartja, a vége visszahajlik. Szőrtakarója rövid. Színe a barna minden árnyalata, fehér jegyekkel a mellkasán és a lábvégein. A csau csauhoz hasonlóan a legtöbb példánynak kékesfekete a nyelve.

## Jelleme
Intelligens, élénk, vidám, alkalmazkodó, ám nehezen kezelhető.

## Adatok
- Marmagasság: 41-48 cm (kan), 38-46 cm (szuka)
- Testtömeg: 10-14 kg
- Alomszám: 5-7 kölyök
- Várható élettartam: 10-14 év